# Arjuna

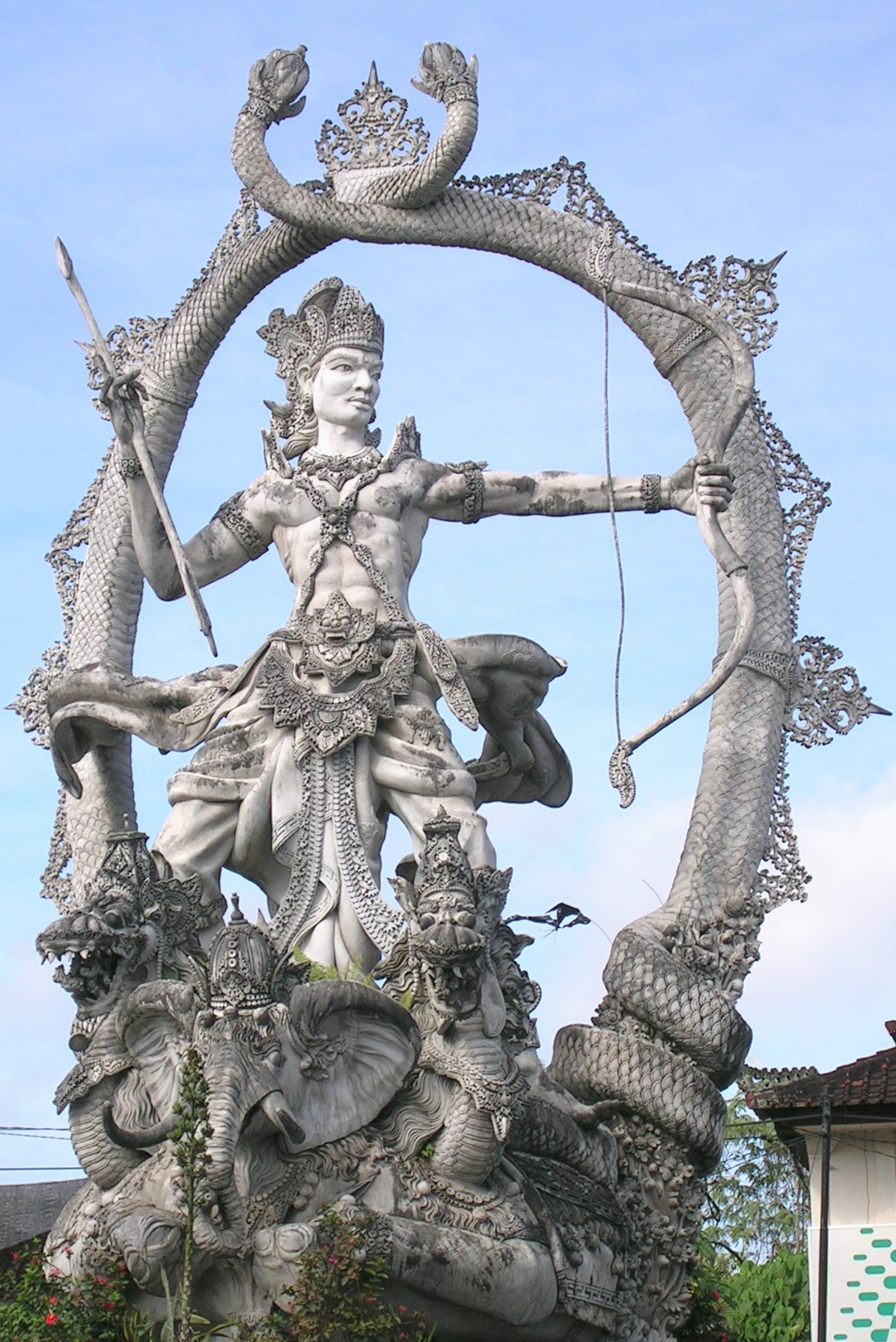
Statua di Arjuna, Bali

Arjuna (devanagari: अर्जुन) è un mitico eroe che compare nel Mahābhārata, nonché uno dei protagonisti di questo importante poema epico indiano.

## Storia
Arjuna (il cui nome significa letteralmente "il puro") è Il terzo dei cinque fratelli Pandava, ossia i figli di Pandu: Yudhisthira, Bhima, Arjuna, Nakula, e Sahadeva. Effettivamente, però, Arjuna è stato concepito da Indra, dal momento che Pandu, legittimo erede al trono di Bharata, non poteva generare figli a causa di una maledizione.
Essendo figlio di Indra (il Deva della guerra), Arjuna era insuperabile nell'utilizzo delle armi; in particolare, era famoso per essere il miglior arciere del suo tempo. Questa abilità (come viene rivelato nei capitoli finali del poema) era poi particolarmente favorita dall'amicizia e dalla vicinanza - fisica e spirituale - dell'incarnazione Divina, Krishna. Inoltre, la virtù, la rettitudine e l'osservanza dei doveri morali e religiosi hanno sempre distinto Arjuna ed i suoi fratelli, in contrapposizione ai malvagi cugini Kaurava, usurpatori al trono, la cui bramosia e il desiderio di potere portarono all'annientamento della loro stirpe.
Prima della guerra di Kurukshetra, Arjuna e Duryodhana (il maggiore dei 100 fratelli Kaurava) si recarono entrambi da Krishna ("casualmente" nello stesso momento) per chiedere la sua alleanza durante il conflitto. Egli tuttavia non poteva esimersi dall'accontentare entrambi, così chiese loro di esprimere una preferenza: ad uno avrebbe garantito il proprio potente esercito, all'altro la propria presenza personale sul campo di battaglia, con la condizione che non avrebbe preso parte allo scontro. Arjuna, essendo più giovane, si espresse per primo; egli non aveva dubbi e scelse con decisione la vicinanza di Krishna, rendendo soddisfatto in questo modo anche lo stesso Duryodhana, il quale avido di potere si era appena visto ingigantire il proprio esercito. Con questa azione molti saggi alla corte dei Kurava ebbero subito ben chiaro l'esito dello scontro (nonostante l'inferiorità numerica dell'esercito Pandava): essendo Krishna l'incarnazione di Vishnu, la Sua semplice presenza era garanzia di vittoria, giustizia e virtù.
Per questa ragione, per tutta la durata dello scontro, Krishna si presta come auriga di Arjuna; ed è ad Arjuna, proprio per la sua purezza e nobiltà d'animo, che Krishna prima della battaglia rivela gli insegnamenti della Bhagavad Gita.

## Aneddoti

### Il dono ad Arjuna

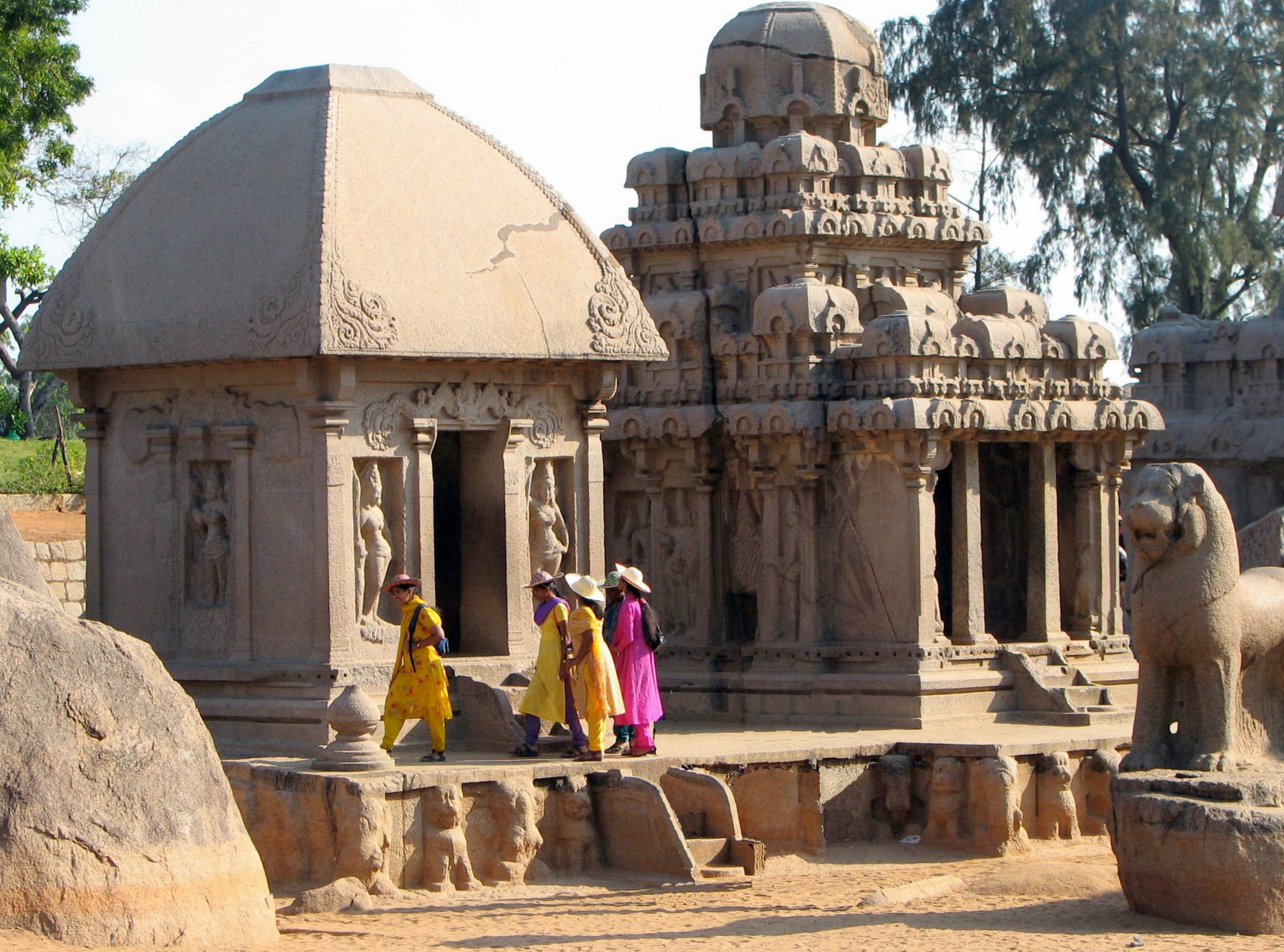
I templi di Draupadi ed Arjuna, Mahâballipuram, Tamil Nadu, India

Nel Mahabharata (più precisamente nel Vana Parva) Indra consigliò al figlio Arjuna di propiziarsi Śiva affinché quest'ultimo gli concedesse in prestito il proprio temibile arco Gandiva. Arjuna aveva infatti bisogno delle armi più forti dei Deva per sconfiggere i suoi malvagi cugini Kaurava nella guerra di Kurukshetra.
Arjuna intraprese così una serie di duri ascetismi e austerità, durante i quali non pensò ad altri che a Śiva, adorandolo nella forma di Lingam, e rivolgendo a quest'ultimo la propria devozione. Śiva, constatando la purezza dei suoi intenti, volle mettere alla prova il suo ardore guerriero: un giorno, il Pandava fu attaccato da un grande demone sotto forma di cinghiale, così afferrò il proprio arco e scagliò una freccia. Śiva, che nel frattempo aveva assunto la forma di un cacciatore, scagliò a sua volta una freccia, che colpì il bersaglio nello stesso istante di quella di Arjuna. Il demone cadde al suolo senza vita, ma Arjuna si accorse che qualcun altro aveva interferito con quello scontro. Accortosi della presenza del cacciatore, prese così a litigare con lui su chi avesse colpito la preda per primo, la discussione si animò rapidamente e i due ingaggiarono un feroce duello.
Combatterono per lungo tempo, ma Arjuna per quanto si impegnasse non riusciva a sopraffare l'avversario. Stremato e ferito, meditò su Śiva invocando umilmente il suo aiuto. Quando riaprì gli occhi vide il corpo del cacciatore adornato da fiori e capì che questi non era altri che lo stesso Śiva. Arjuna si prostrò ai suoi piedi, scusandosi per non averlo riconosciuto e per essersi addirittura scagliato in battaglia contro di lui. Ma Śiva gli sorrise, rivelandogli il proprio vero intento, che era quello di assicurarsi che Arjuna fosse qualificato per utilizzare la sua arma più potente. Śiva gli promise che, prima dell'inizio della guerra, gli avrebbe consegnato la propria arma ed insegnato ad usarla; e, benedicendolo, scomparì.
La scena di Arjuna in penitenza che prega Śiva, ripresa da questo aneddoto, è rappresentata in un enorme bassorilievo a Mahabalipuram.

## La simbologia
Una delle immagini più famose che ritraggono Arjuna, lo raffigurano in piedi sul suo carro dorato (donatogli da Sūrya, dio del Sole) mentre brandisce Gandhiva, l'arco di Śiva, oppure mentre soffia nella sua conchiglia. Più in basso, Krishna auriga tiene strette le briglie, alle quali sono legati cinque cavalli bianchi.
Come ogni raffigurazione dell'iconografia induista, anche questa ha ovviamente una valenza simbolica e allegorica:
- il carro è lo strumento dell'individuo, il suo corpo (grossolano, sottile e causale), lo strumento fisico attraverso cui l'azione può avvenire apparentemente.
- Arjuna è l'individuo, l'io cosciente che si percepisce come colui che decide cosa fare del carro e chi metterne alla guida, è il gioco della manifestazione, a causa dei guna con il mahat tattva si produce la falsa identificazione con la materia, secondo quanto scritto nel Bhagavata Purana (pag 335 a cura di Parama Karuna Devi).
- Krishna è l'Assoluto, che è alla conduzione del carro, lasciando che il conducente abbia la sensazione di avere libero arbitrio, dirige in virtù di se stesso, poiché gli eventi che appaiono vengono in essere da Krishna che è la sola Realtà Esistente che possa condurre il carro.
- i cinque cavalli corrispondono ai cinque sensi, sono ciò che permettono al carro di avere la sensazione di muoversi.
- le briglie sono la mente, un mero strumento attraverso cui Dio può esercitare il controllo sui sensi.

Da questo punto di vista, Arjuna diventa simbolo dell'anima che si è arresa a Dio riconoscendo la sua inesistenza come individuo separato dall'Unica Fonte di Vita sapendo che la vittoria vi è solo quando è Krishna a governare il carro. Dio ha permesso che l'individuo avesse apparentemente la sensazione di agire come indipendente, ma solo in virtù di Sè, poiché É la Realtà di tutte le cose che appaiono manifeste e separate ma che sono solo il riflesso dell'Immanifesto Indivisibile, che soffia la Vita in tutte le creazioni senza il quale non verrebbero nemmeno a manifestarsi.